# جیمز مرداک
جیمز مرداک (انگلیسی: James Murdoch; ۲۷ سپتامبر ۱۸۵۶ – ۳۰ اکتبر ۱۹۲۱) روزنامه‌نگار، آموزگار، تاریخ‌نگار اهل پادشاهی متحد بریتانیای کبیر و ایرلند بود.